# Keijia punctosparsa
Keijia punctosparsa är en spindelart som först beskrevs av James Henry Emerton 1882.  Keijia punctosparsa ingår i släktet Keijia och familjen klotspindlar. Inga underarter finns listade i Catalogue of Life.